# AKS
AKS (ros. АКС) – radziecka przeciwdenna mina przeciwpancerna.
Mina AKS ma prostokątny korpus wykonany z blachy stalowej. Wewnątrz korpusu umieszczony był ładunek 6,8 kg trotylu i zapalnik MUW. Zapalnik był połączony z mającym 63 cm długości prętem umocowanym na przegubie kulowym. Odchylenie pręta o kąt 20-50° w dowolnym kierunku powodowało uruchomienie zapalnika i wybuch miny. Mina AKS była używana bojowo podczas wojny wietnamskiej przez armię DRW i Vietcong.